# Кундиава
Кундиава (англ. Kundiawa) — город на северо-востоке Папуа — Новой Гвинеи. Административный центр провинции Симбу.

## География и климат
Город расположен на Горном шоссе, примерно посередине между городами Горока и Маунт-Хаген, на высоте 1524 м над уровнем моря.
В городе Кундиава экваториальный климат, он расположен во влажной тропической зоне, где отсутствует климатическая зима. В Кундиаве значительное количество осадков, даже в засушливые месяцы. По классификации климатов Кёппена — климат тропических лесов (индекс Af).
| Показатель                    | Янв. | Фев. | Март | Апр. | Май  | Июнь | Июль | Авг. | Сен. | Окт. | Нояб. | Дек. | Год  |
| ----------------------------- | ---- | ---- | ---- | ---- | ---- | ---- | ---- | ---- | ---- | ---- | ----- | ---- | ---- |
| Средний суточный максимум, °C | 26,1 | 26,4 | 25,7 | 26,0 | 25,8 | 25,4 | 24,7 | 25,3 | 25,5 | 25,7 | 26,5  | 25,9 | 25,6 |
| Средняя температура, °C       | 20,5 | 20,7 | 20,2 | 20,3 | 20,2 | 19,5 | 19,0 | 19,4 | 19,6 | 19,9 | 20,0  | 20,3 | 20,0 |
| Средний суточный минимум, °C  | 14,9 | 15,0 | 14,8 | 14,6 | 14,7 | 13,7 | 13,4 | 13,5 | 13,8 | 14,1 | 13,6  | 14,8 | 14,6 |
| Норма осадков, мм             | 237  | 239  | 274  | 229  | 180  | 102  | 93   | 115  | 179  | 194  | 193   | 230  | 2265 |
| Источник: Климат Кундиавы     |      |      |      |      |      |      |      |      |      |      |       |      |      |

## Экономика и инфраструктура
Инфраструктура включает постоянный банк, полицейский участок, больницу, почтовое отделение, аэропорт, несколько магазинов, 2 продуктовых рынка. Через территорию города протекают реки Ваги и Симбу. Рельеф в районе Кундиавы — преимущественно гористый, что сильно осложняет ведение сельского хозяйства. Осложняет это также и прокладывание дорог. Тем не менее, местное население известно своим умением вести сельское хозяйство на крутых склонах и террасах. Основные сельскохозяйственные продукты, выращиваемые в районе Кундиавы — картофель, таро, бананы, кофе и сахарный тростник.

## Население
По данным на 2013 год численность населения города составляла 11 560 человек. Наиболее распространённый язык населения города — куман.
| 1980  | 1990  | 2000  | 2013   |
| ----- | ----- | ----- | ------ |
| 4 300 | 5 791 | 8 147 | 11 560 |